# Departamento Tinogasta

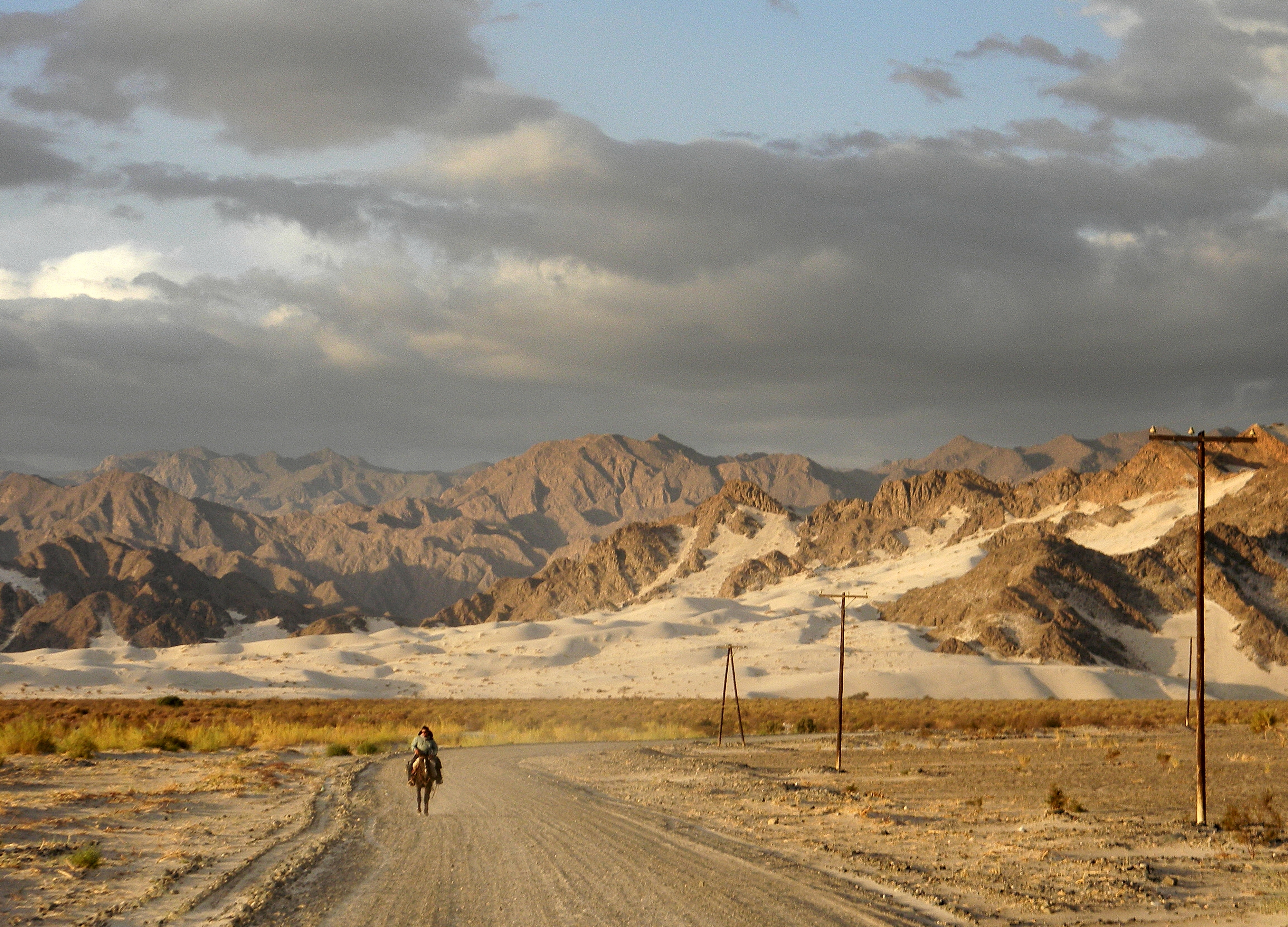
Tatón, Departamento de Tinogasta

Tinogasta es uno de los 16 departamentos en los que se divide la provincia de Catamarca en Argentina.
Administrativamente se divide en 12 distritos: Tinogasta, Fiambalá, Saujil, El Puesto, La Puntilla, San José, Copacabana, Costa de Reyes, Anillaco, Salado, Cerro Negro, Colorado.

## Toponimia
El topónimo "Tinogasta" significa en lengua cacán "Junta o reunión de los pueblos".

## Historia
La zona que actualmente ocupa el departamento Tinogasta estuvo habitada entre 6000 y 8000 años a. C. por pueblos nómades cazadores recolectores. Con el paso de los siglos, estos pueblos adquirieron formas de vida sedentaria. Existe evidencia arqueológica de asentamientos construidos en piedra en la zona norte de Fiambalá, datados unos 500 años a. C., numerosos restos cerámicos y obras vinculadas a la agricultura, como canales de riego y terrazas de cultivo.

Hacia finales del siglo XV, la región estaba poblada por las parcialidades diaguitas de los tinogastas, pituiles, huatungastas, fiambalaos y sahujiles. Entre 1475 y 1536 se produjo la invasión y ocupación inca. Una parte del Qapaq Ñan o «camino inca» que atraviesa la región vinculaba Cusco con Chile, a través de los caminos andinos que son en la actualidad el Paso de San Francisco. Hacia 1560 los primeros españoles se instalaron en el valle de Abaucán, pero debido a los enfrentamientos producidos en el marco de las guerras calchaquíes no lograron consolidarse en asentamientos estables durante más de dos décadas.

En 1687 la Corona española otorgó a Juan Gregorio Bazán de Pedraza, una merced sobre una extensa región en la cual construyó una capilla, inició una estancia y posteriormente estableció los mayorazgos de Anillaco y Fiambalá.

La primera delimitación de lo que actualmente es la ciudad de Tinogasta se realizó en 1713 y más de un siglo después, en 1848 se iniciaron las demarcaciones y comenzaron las tareas de urbanización.

## Geografía
Geológicamente Tinogasta, posee en formación materiales que pertenecen a los primeros tiempos de la tierra, como ser los precámbricos, y otros como Paleozoicos, que datan de hace unos 570 millones de años, los que discordan con rocas modernas o sea Terciarias y Cuartarias, de unos 65 millones de años a la actualidad.
El registro fósil incluye hallazgos datados entre 466 Ma (Ordovícico Medio) y 479 Ma (Ordovícico Inferior).
Orográficamente se destacan Las Sierras de Zapata, de Fiambalá, de Narváez (Paleozoico) por el Oeste la cordillera Andina(Terciaria-Cuartaria), las que se disponen de norte a sur generalmente. Al norte se destacan las sierras de San Buena Ventura, las que corren de este a oeste y se confunden por materiales volcánicos.
En este departamento del Oeste catamarqueño se encuentra ubicado el Paso de San Francisco, uno de los pasos fronterizos más transitados de la región y que une por vía terrestre la República Argentina con la República de Chile.

### Superficie y límites
El departamento tiene 23 582 km² y limita al norte con el departamento Antofagasta de la Sierra, al este con los departamentos de Belén y Pomán, al sur con la provincia de La Rioja y al oeste con la República de Chile.

### Demografía
Contó con 25 395 habitantes (Indec, 2022), lo que representó un incremento del 13.6% frente a los 22 360 habitantes (Indec, 2010) del censo anterior.La cifra ubicó al departamento el segundo departamento menos denso de Catamarca
| Gráfica de evolución demográfica de Departamento Tinogasta entre 1991 y 2022 |
|                                                                              |
| Fuente: Censos nacionales del INDEC                                          |

### Localidades y parajes
| Localidades | Parajes |
| - Anillaco - Antinaco - Banda de Lucero - Cerro Negro - Copacabana - Cordobita - Costa de Reyes - El Pueblito - El Puesto - El Salado - Fiambalá - La Puntilla - La Ramadita - Los Balverdi - Medanitos - Palo Blanco - Pampa Blanca - Punta del Agua - Santa Rosa - Saujil - Tatón - Tinogasta | - Algarrobal - Barrio Las Lomas - Barrio Los Nacimientos - Barrio San Juan Bautista - Buena Vista - Campo Negro (4.711 m s. n. m.) - Ciénaga Grande - Chaschuil - Chuquisaca - El Alto - El Angosto - El Bracho - El Breal - El Cachiyuyo - El Molino - El Paraná - El Puesto - El Retiro - El Rincón - Guachin - Hoyada - Juntas - La Aguadita - La Ciénaga - La Cienaguita - La Coipa - La Estancia - La Falda - La Florida - La Isla - La Mesada de Zárate - La Cuesta de Tatón - La Quebrada del Cerco - La Tamberia - Las Lajas - Las Termas - Loma Pelada - Los Barrionuevo - Los Guaytima - Los Hoyitos - Los Morteritos - Los Palacios - Los Quinteros - Los Ranchillos - Los Robledos - Matambre (4.660 m s. n. m.) - Nacimiento (6.220 m s. n. m.) - Portillo (4.605 m s. n. m.) - Puesto El Leoncito - Río Colorado - San Pedro - Santa Cruz - Santo Tomás - Tamberia - Tambillo - Villa Luján - Zanjón de Apocango |

### Cumbres más altas

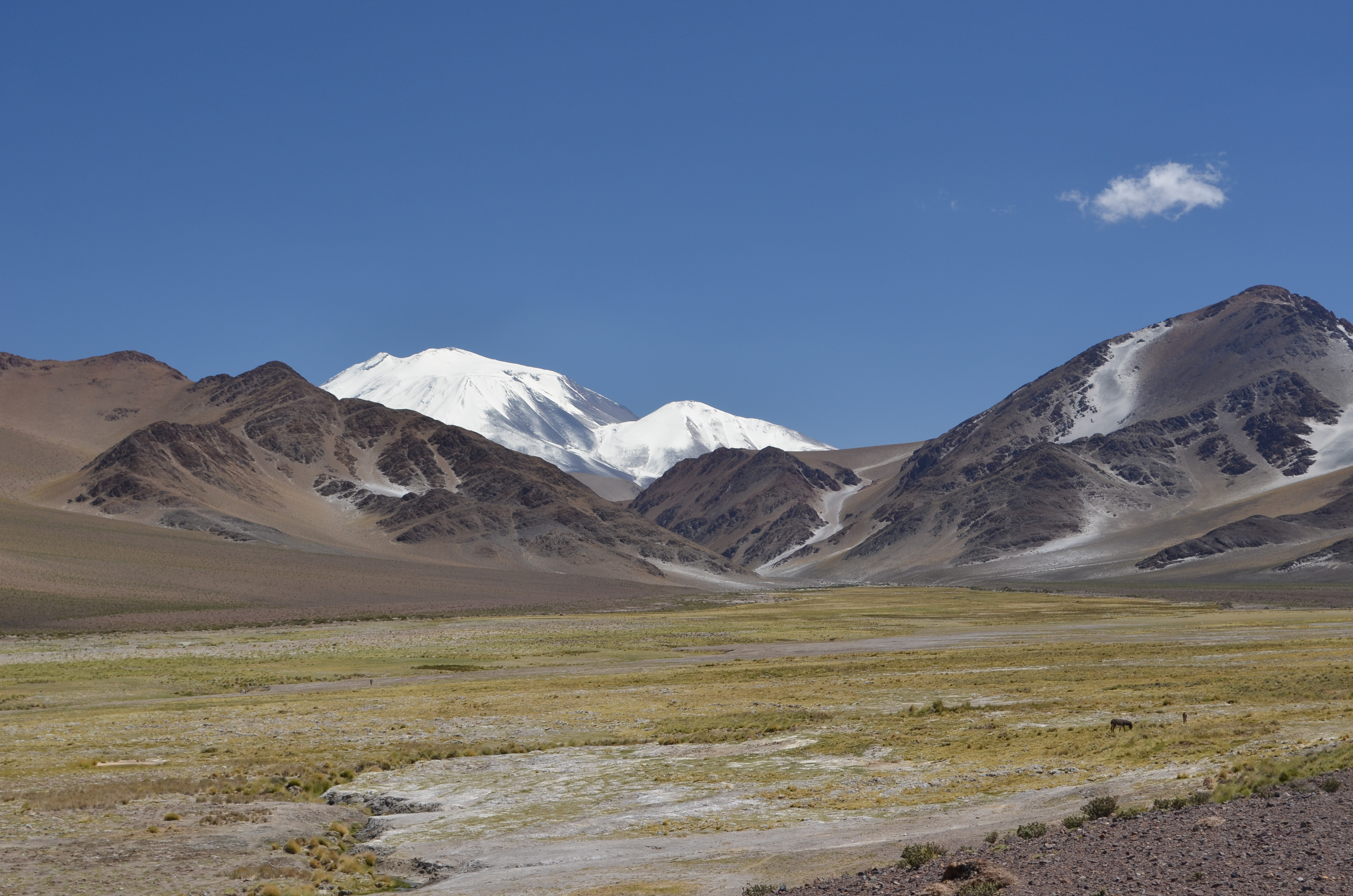
Volcán Incahuasi

En el departamento se encuentran algunas de las cumbres más altas de la región, destacándose las siguientes:
- Cerro Ojos del Salado (6879 m s. n. m.)
- Monte Pissis (6795 m s. n. m.)
- Cerro Tres Cruces (6749 m s. n. m.)
- Cerro Incahuasi (6638 m s. n. m.)
- Cerro San Francisco (6016 m s. n. m.)
- Cerro Falso Azufre Norte (5906 m s. n. m.)
- Cerro Dos Hermanas (5550 m s. n. m.)
- Cerro de Los Patos (5096 m s. n. m.)

### Sismicidad
La sismicidad de la región de Catamarca es frecuente y de intensidad baja, y un silencio sísmico de terremotos medios a graves cada 30 años en áreas aleatorias. Sus últimas expresiones se produjeron:
- 21 de marzo de 1892 (133 años), a las 1.45 UTC-3 con 6,0 Richter; como en toda localidad sísmica, aún con un silencio sísmico corto, se olvida la historia de otros movimientos sísmicos regionales (terremoto de Recreo de 1892)
- 21 de octubre de 1966 (58 años), a las 12.39 UTC-3 con 5,0 Richter
- 3 de noviembre de 1973 (51 años), a las 14.17 UTC-3 con 5,8 Richter: además de la gravedad física del fenómeno se unió el olvido de la población a estos eventos recurrentes
- 7 de septiembre de 2004 (20 años), a las 8.53 UTC-3, con una magnitud aproximadamente de 6,5 en la escala de Richter (terremoto de Catamarca de 2004)[13]